# جرذ القطن المفاجئ
جرذ القطن المفاجئ أو جرذ القطن الأكوادوري (الاسم العلمي:Sigmodon inopinatus) (بالإنجليزية: Unexpected cotton rat)‏ أو (بالإنجليزية: Ecuadorian Cotton Rat)‏ هو نوع من الحيوانات يتبع جنس جرذ القطن من فصيلة الفأرية.